# Hūollāh
Hūollāh (persiska: هُوانلِه, Hovānleh, هو الله) är en ort i Iran.   Den ligger i provinsen Kurdistan, i den nordvästra delen av landet, 400 km väster om huvudstaden Teheran. Hūollāh ligger 1 783 meter över havet och antalet invånare är 189.
Terrängen runt Hūollāh är lite bergig. Runt Hūollāh är det ganska tätbefolkat, med 65 invånare per kvadratkilometer. Närmaste större samhälle är Mūchesh, 7,7 km sydost om Hūollāh. Trakten runt Hūollāh består i huvudsak av gräsmarker.